# Joachim Fuchsberger
Joachim „Blacky“ Fuchsberger (11 de marzo de 1927 - 11 de septiembre de 2014) fue un actor, locutor y artista de nacionalidad alemana.
A lo largo de un período aproximado de sesenta años, el actor participó en más de 80 producciones cinematográficas y televisivas. Se hizo famoso por su trabajo en diferentes películas basadas en historias de Edgar Wallace en los años 1960, en las que a menudo encarnaba a un inspector de Scotland Yard. También formó parte de programas como Der heiße Draht, Auf Los geht’s los y Heut’ abend, de los cuales fue presentador. Por su carrera artística fue galardonado con los premios Verleihung der Goldenen Kamera, el Deutscher Fernsehpreis y el Bambi.

## Biografía

### Inicios
Nacido en Zuffenhausen (distrito de Stuttgart, Alemania), el padre de Fuchsberger era un tipógrafo que trabajaba en Berlín. Joachim Fuchsberger se crio en Heidelberg y Düsseldorf junto a dos hermanos menores, y cursó estudios primarios y secundarios. Además, siendo niño hubo de formar parte de las Juventudes Hitlerianas. Al comienzo de la Segunda Guerra Mundial él tenía doce años, y aun siendo estudiante, hubo de formar parte de la Reichsarbeitsdienst.
Hacia el final de la guerra se formó como paracaidista de la Wehrmacht, y debido a sus conocimientos de Judo (Fuchsberger era primer dan), con 16 años fue nombrado instructor de combate cuerpo a cuerpo. Fue enviado al frente soviético, y acabó la guerra bajo cautiverio británico. 
Su apodo „Blacky“ se remonta a esa época. Su nombre en las misiones era „Jackie“, pero un amigo de habla francesa lo pronunció accidentalmente como Blacky. Fuchsberger explicaba en una entrevista en 2007 que recibió el apodo mientras trabajaba en Bayerischer Rundfunk, debiendo actuar como presentador sustituto en unas emisiones, y en las mismas el director le advirtió que no bebiera Blackys (Whisky Black & White) antes de las mismas.

### Posguerra
Finalizada la guerra, Fuchsberger trabajó en 1946 en una mina de carbón en Recklinghausen. De ese modo pudo salir del cautiverio en Schleswig-Holstein y estar cerca de su familia en Düsseldorf. Después trabajó instalando máquinas tipográficas e impresoras en la empresa de su padre y, finalmente, fue empleado en un departamento gráfico de una editorial de Düsseldorf. En 1949 fue nombrado gerente de publicidad de Deutsche Bauausstellung en Núremberg, y desde 1950 a 1952 fue locutor de Bayerischer Rundfunk, trabajando también como letrista.
En 1951 se casó con la cantante Gitta Lind. La pareja se divorció a los dos años y medio, y él se casó en 1954 con la actriz Gundula Korte, hija de Robert Kothe.

### Carrera como actor

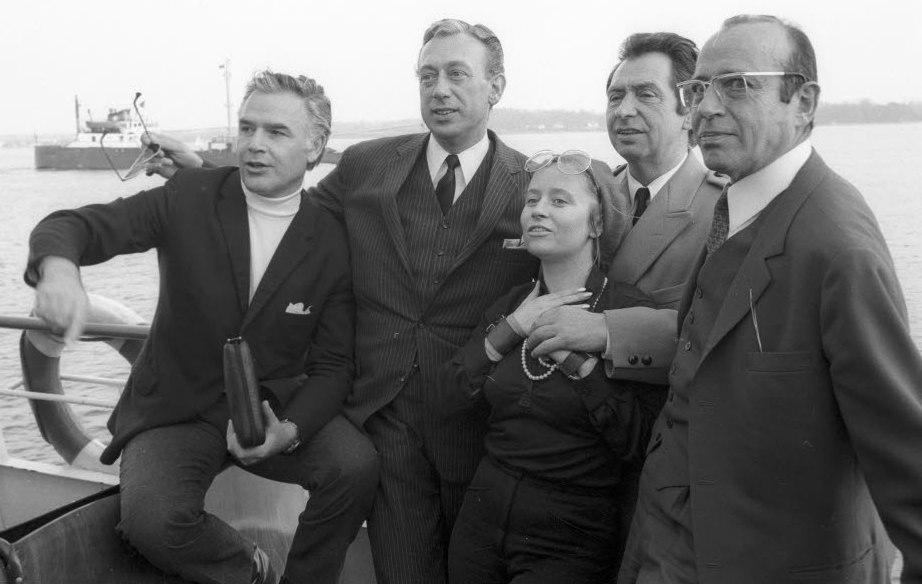
Joachim Fuchsberger (izq.) con Horst Tappert, Hilde Brand, Alfred Vohrer y Konrad Georg en 1969

Tras haber hecho diferentes papeles de reparto sin interés, la carrera de Fuchsberger como actor principal se inició en 1954 actuando en las tres películas de la serie 08/15. Su personaje, Asch, lo llevó rápidamente a la popularidad. Volvió a utilizar el uniforme en películas como Die grünen Teufel von Monte Cassino, a la vez que también participaba en filmes del género Heimatfilm. En los años 1960 fue inspector en varias películas con historias de Edgar Wallace y en otros filmes de género criminal, demostrando ser un actor ideal para ese tipo de personajes. 
En los filmes de Edgar Wallace fue Richard Gordon en Der Frosch mit der Maske (1959), el inspector Long en Die Bande des Schreckens (1960), el inspector Larry Holt en Die toten Augen von London (1961), el agente de seguros Jack Tarling en Das Geheimnis der gelben Narzissen (1961), el inspector Mike Dorn en Die seltsame Gräfin (1961), el inspector Wade en Das Gasthaus an der Themse (1962), Clifford Lynne en Der Fluch der gelben Schlange (1962/1963), el administrador de fincas Dick Alford en Der schwarze Abt (1963), el investigador Johnny Gray en Zimmer 13 (1963/1964), el inspector Higgins en las cintas Der Hexer (1964), Der Mönch mit der Peitsche (1967) y Im Banne des Unheimlichen (1968), y el inspector Barth en Das Geheimnis der grünen Stecknadel (1971). 
En 1961, acompañado por Heinz Klevenow, fue Nero Wolfe en la serie televisiva Zu viele Köche, y en el año 2007 actuó en la parodia de Edgar Wallace Neues vom Wixxer.

### De actor a presentador
En los Juegos Olímpicos de Múnich 1972 Fuchsberger fue locutor en las ceremonias de apertura y clausura. En la ceremonia de clausura el 11 de septiembre de 1972, unos días después de la masacre de Múnich, se le informó que un avión de pasajeros se aproximaba al Estadio Olímpico con probable intención terrorista. Los organizadores le dejaron la decisión sobre la posible evacuación del recinto, y Fuchsberger optó por no aludir al incidente, que después demostró no ser exacto.
Entre 1973 y 1975 presentó ocho programas del show televisivo Der heiße Draht, cuya última emisión fue sobre el Año Internacional de la Mujer. En 1978 Fuchsberger fue mordido por un chimpancé en un show como parte de un número circense. Posteriormente contrajo una hepatitis B y pasó cuatro meses hospitalizado, tras lo cual hubo de superar una fuerte depresión. A pesar de todo, curó sin secuela alguna.
Fuchsberger presentó varios programas televisivos (entre ellos Auf Los geht’s los en 1977–1986) y el show de ARD Heut’ abend (1980 a 1991), en el cual apareció 300 veces. Con el tiempo pudo permitirse el lujo de rechazar ofertas para diferentes actuaciones, criticando la creciente superficialidad y menor calidad de la televisión.
Por otro lado, no logró hacer frente a la creciente crítica de su programa Auf Los geht’s los, en el cual defendió a Erich von Däniken y a Désirée Nosbusch, entonces de 15 años. Tras algunas críticas severas a su trabajo, a finales de los años 1980 se retiró temporalmente a Hobart, donde mantuvo una residencia desde el año 1983.
En 1990 se hizo cargo de otro programa televisivo. Tras la muerte de Robert Lembke en 1989, la franja horaria de Was bin ich? quedó libre. Fuchsberger llenó el vacío con el concurso Ja oder Nein. Además, entre 1988 y 2003 trabajó en 20 producciones de Bayerischen Rundfunk en el contexto del programa Terra Australis, en el cual retrataba lugares y personas de su hogar adoptivo.

### Otras actividades
Fuchsberger también tuvo éxito como letrista de canciones schlager. Destacan los temas Blumen für die Dame, que escribió para su primera esposa Gitta Lind, Was ich dir sagen will, Der große Abschied, Schau es schneit y Dann kann es sein, dass ein Mann auch einmal weint (cantada por Udo Jürgens). También escribió el texto de la canción de los Stuttgarter Kickers y para temas de Howard Carpendale y Jürgen Marcus. En el Festival de la Canción de Eurovisión 1957 anunció los puntos concedidos por Alemania.
A finales de los años 1960 Fuchsberger y un socio fundaron una empresa inmobiliaria, que quebró al poco tiempo. A los 42 años había perdido toda su fortuna, hubo de vender su villa y se encontró frente a una gran deuda reclamada por los clientes de su empresa. Sin embargo, con el apoyo de su esposa Gundula, sus amistades y un trabajo incansable, pudo superar las pérdidas e iniciar una nueva vida.
En 1984 se convirtió en el primer embajador alemán para Unicef. El 13 de noviembre de 2006 recibió por este trabajo la Medalla al Mérito Social del Estado de Baviera, y en 2011 fue nombrado Embajador Honorario de Unicef.
Fuchsberger fue también desde 2009 miembro del consejo de administración de la Copa Mundial Femenina de Fútbol de 2011 junto a Steffi Jones.

### Vida privada
Fuchsberger fue apoyado hasta su muerte por su esposa Gundula, que trabajó para él como mánager y productora. Su hijo Thomas (1957–2010), compositor y productor musical, también le ayudó a producir numerosos reportajes televisivos. El 14 de octubre de 2010 Thomas Fuchsberger falleció ahogado tras sufrir una hipoglucemia en Kulmbach.
En el año 2003 Fuchsberger sufrió un leve accidente cerebrovascular sobre el escenario. Para entonces ya había recibido tres operaciones cardiacas. El 4 de junio de 2013 sufrió un nuevo ictus, falleciendo el 11 de septiembre de 2014, a los 87 años de edad en su casa en Grünwald. No pudo cumplirse su gran deseo de celebrar la boda de diamantes con su esposa Gundula en diciembre de 2014. El 22 de septiembre de 2014 se celebró su funeral, al cual acudieron Frank Elstner, Franz Beckenbauer, Oliver Kalkofe, Markus Lanz, Uschi Glas y el presidente del Comité Olímpico Internacional Thomas Bach. Fuchsberger fue enterrado en el Cementerio Waldfriedhof Grünwald junto a su hijo Thomas.

## Filmografía
- 1953 : Geh, mach dein Fensterl auf
- 1954 : Wenn ich einmal der Herrgott wär
- 1954 : 08/15
- 1955 : Das Lied von Kaprun
- 1955 : 08/15 Zweiter Teil
- 1955 : Der letzte Mann
- 1955 : 08/15 in der Heimat
- 1956 : Smaragden–Geschichte (TV)
- 1956 : Symphonie in Gold
- 1956 : Lumpazivagabundus'
- 1956 : Wenn Poldi ins Manöver zieht
- 1957 : Illusionen (TV)
- 1957 : Vater macht Karriere
- 1957 : Kleiner Mann – ganz groß
- 1957 : … und vergib mir meine Schuld
- 1957 : Die Zwillinge vom Zillertal
- 1958 : Eva küßt nur Direktoren
- 1958 : Die grünen Teufel von Monte Cassino
- 1958 : Liebe kann wie Gift sein
- 1958 : U 47 – Kapitänleutnant Prien
- 1958 : Das Mädchen mit den Katzenaugen
- 1958 : Mein Schatz ist aus Tirol
- 1959 : Die feuerrote Baronesse
- 1959 : Der Frosch mit der Maske
- 1959 : Mein Schatz, komm mit ans blaue Meer
- 1960 : Endstation Rote Laterne
- 1960 : Die zornigen jungen Männer
- 1960 : Die Bande des Schreckens
- 1961 : Zu viele Köche (serie TV)
- 1961 : Die toten Augen von London
- 1961 : Das Geheimnis der gelben Narzissen
- 1961 : Die seltsame Gräfin
- 1961 : Auf Wiedersehen
- 1962 : Der Teppich des Grauens
- 1962 : Das Gasthaus an der Themse
- 1963 : Barras heute
- 1963 : Der Fluch der gelben Schlange
- 1963 : U 153 antwortet nicht
- 1963 : Die weiße Spinne
- 1963 : Der schwarze Abt
- 1964 : Zimmer 13
- 1964 : Die fünfte Kolonne (serie TV), episodio Zwei Pistolen
- 1964 : Der Hexer
- 1965 : Hotel der toten Gäste
- 1965 : Der letzte Mohikaner
- 1965 : Ich, Dr. Fu Man Chu
- 1965 : Ich habe sie gut gekannt
- 1966 : La balada de Johnny Ringo
- 1966 : Siebzehn Jahr, blondes Haar
- 1966 : Lange Beine – lange Finger
- 1966 : Bel Ami 2000 oder Wie verführt man einen Playboy
- 1967 : Mister Dynamit – Morgen küßt Euch der Tod
- 1967 : Feuer frei auf Frankie
- 1967 : Der Mönch mit der Peitsche
- 1967 : Der Tod läuft hinterher (miniserie TV)
- 1968 : Im Banne des Unheimlichen
- 1968 : Commandos
- 1969 : Sieben Tage Frist
- 1969 : Schreie in der Nacht
- 1969 : Hotel Royal (TV)
- 1970 : 11 Uhr 20 (miniserie TV)
- 1971 : Heißer Sand (TV)
- 1971 : Olympia-Olympia (TV)
- 1972 : Das Geheimnis der grünen Stecknadel
- 1972 : Ein Käfer gibt Vollgas
- 1972 : Cosa avete fatto a Solange?
- 1973 : Das Mädchen von Hongkong
- 1973 : Das fliegende Klassenzimmer
- 1977 : Gefundenes Fressen
- 1982 : Der Fan
- 1995 : Flammen der Liebe (miniserie TV)
- 1996 : Das Traumschiff  (serie TV), episodio Sydney
- 1997 : Der vierte König (TV)
- 1998 : Tristan und Isolde – Eine Liebe für die Ewigkeit (TV)
- 2007 : Neues vom Wixxer
- 2008 : Der Bibelcode (TV)
- 2010 : Die Spätzünder (TV)
- 2013 : Die Spätzünder 2 – Der Himmel soll warten (TV)

## Shows televisivos
- 1960–1961 : Nur nicht nervös werden
- 1973–1975 : Der heiße Draht
- 1975–1976 : Spiel mit mir
- 1977–1986 : Auf Los geht’s los
- 1980–1991 : Heut’ abend
- 1990–1994 : Ja oder Nein

## Reportaje
- 1988–2005 : Terra Australis (Reportajes sobre su segundo hogar en Australia)

## Teatro
- 2002 : Mass Appeal, de Bill C. Davis, con Ralf Bauer, dirección de Helmuth Fuschl

## Libros
- Blacky. Erinnerungen an einen Gentleman, editado por Gundula Fuchsberger. Gütersloher Verlagshaus, Gütersloh 2015, ISBN 978-3-579-06783-4.
- Zielgerade, Gütersloher Verlagshaus, Gütersloh 2014, ISBN 978-3-579-06650-9.
- Bis an seine Grenzen – und darüber hinaus, Gütersloher Verlagshaus, Gütersloh 2011, ISBN 978-3-579-06678-3.
- Altwerden ist nichts für Feiglinge, Gütersloher Verlagshaus, Gütersloh 2010, ISBN 978-3-579-06760-5.
- Denn erstens kommt es anders… Geschichten aus meinem Leben, Bastei Lübbe, Colonia 2008, ISBN 978-3-404-61644-2.

## Audiolibros
- Traumklänge oder das längste Märchen, das es je gab (junto a Nina Ruge). Bastei Lübbe 2005, ISBN 978-3-7857-3053-9
- Altwerden ist nichts für Feiglinge. Gütersloher Verlagshaus, Gütersloh 2011, ISBN 978-3-579-07634-8.

## Premios
- 1942 : Cruz al Mérito de Guerra de 2ª clase[12]
- 1961 : Premio Bravo Otto en Bronce
- 1961 : Premio Goldener Bildschirm
- 1970 : Premio Bambi
- 1970 : Internationales Filmband (Italia)
- 1970 : Premio Bravo Otto en Plata
- 1971 : Premio Bravo Otto en Oro
- 1972 : Premio Bravo Otto en Plata
- 1979 : Orden del Mérito de Baviera
- 1982 : Verleihung der Goldenen Kamera
- 1982 : Premio Bambi
- 1983 : Orden del Mérito de la República Federal de Alemania
- 1983 : Fumador de  pipa del año
- 1985 : Der liebe Augustin (Austria)
- 1986 : Goldene Europa
- 1994 : Orden del Mérito de la República Federal de Alemania
- 2004 : Munich Olympic Walk of Stars
- 2005 : Bayerischer Fernsehpreis a su trayectoria
- 2006 : Medalla al Mérito Social del Estado de Baviera
- 2007 : Premio Brisant Brillant a su trayectoria
- 2007 : Premio Steiger a su trayectoria
- 2007 : Premio DVD Champion a su trayectoria
- 2008 : Premio Romy a su trayectoria
- 2009 : Sächsischer Dankesorden
- 2010 : Verleihung der Goldenen Kamera a su trayectoria
- 2011 : Deutscher Fernsehpreis a su trayectoria
- 2011 : Premio Deutscher Nachhaltigkeitspreis
- 2012 : Premio Bambi a su trayectoria